# 美並村立高山小学校
美並村立高山小学校 （みなみそんりつ たかやましょうがっこう）は、かつて岐阜県郡上郡美並村（現・郡上市）に存在した公立小学校。

## 概要
- 郡上郡美並村南西部（高砂・山田）が校区であり旧・郡上郡嵩田村の小学校であった。1970年廃校。
- 校名は校区の地名（高砂・山田）を合成したものである。
- 校舎は三城小学校高山分教室として、1971年3月26日まで使用された。

## 沿革
- 1873年（明治6年） -
  - 紫烈義校の支校として、粥川村に粥川義校舎が開校。粥川村の児童が通学する。粥川寺を仮校舎とする。
  - 紫烈義校の支校として、鬮本村に鬮本義校が開校。赤池村、杉原村、鬮本村、門福手村の児童が通学する。
- 1874年（明治7年）
  - 4月 - 粥川義校が紫烈義校から独立し、粥川学校となる。薬師堂に移転。
  - 6月 - 鬮本義校が紫烈義校から独立し、鬮本学校となる。
- 1875年（明治8年） - 
  - 赤池村、杉原村、鬮本村、門福手村が合併し、山田村となる。
  - 高原村と粥川村が合併し、高砂村となる。
- 1876年（明治9年）1月 - 粥川学校が高砂学校に改称する。
- 1879年（明治12年） - 高砂学校が移転。高原地区が校区に加わる。
- 1880年（明治13年） -
  - 高原に高砂学校高原分校を設置。
  - 鬮本学校が山田学校に改称する。
- 1882年（明治15年） - 高砂学校高原分校を廃止。
- 1886年（明治19年）3月 - 高砂学校が高砂簡易科小学校、山田学校が山田簡易科小学校に改称する。
- 1889年（明治22年）7月1日 - 山田村、高砂村、上田村が合併し、嵩田村が発足。
- 1890年（明治23年） - 高砂簡易科小学校が高砂尋常小学校に改称する。
- 1891年（明治24年） - 山田簡易科小学校が山田尋常小学校に改称する。
- 1909年（明治42年）7月29日 - 高砂尋常小学校と山田尋常小学校が統合し、高山尋常小学校となる。統合校舎は無く、旧・高砂尋常小学校校舎と旧・山田尋常小学校で分散授業を行う。
- 1913年（大正2年）
  - 3月 - 統合校舎が完成。分散授業を廃止。
  - 10月 - 高山尋常高等小学校に改称する。
- 1914年（大正3年）10月 - 農業裁縫補習学校を併設。
- 1929年（昭和4年） - 校舎、雨天体操場を新築。
- 1941年（昭和16年）4月1日 - 高山国民学校に改称する。
- 1947年（昭和22年）4月 - 嵩田村立高山小学校に改称する。校舎の一部を郡上郡学校組合立郡南中学校として使用する。
- 1948年（昭和23年）12月 - 郡南中学校が旧・興和青年学校[注釈 2]に移り、高山小学校での授業は廃止。
- 1954年（昭和29年）11月1日 - 嵩田村と下川村が合併し、美並村が発足。同時に美並村立高山小学校に改称する。
- 1955年（昭和30年）4月 - 一部の児童が下川小学校三戸分校に転入する。
- 1970年（昭和45年）3月 - 下川小学校と統合し、三城小学校の新設により廃校。三城小学校高山分教室となる。
- 1971年（昭和46年）3月26日 - 高山分教室が廃止。